# Chrysaora colorata
Chrysaora colorata är en manetart som först beskrevs av Russell 1964.  Chrysaora colorata ingår i släktet Chrysaora och familjen Pelagiidae. Inga underarter finns listade i Catalogue of Life.

## Bildgalleri

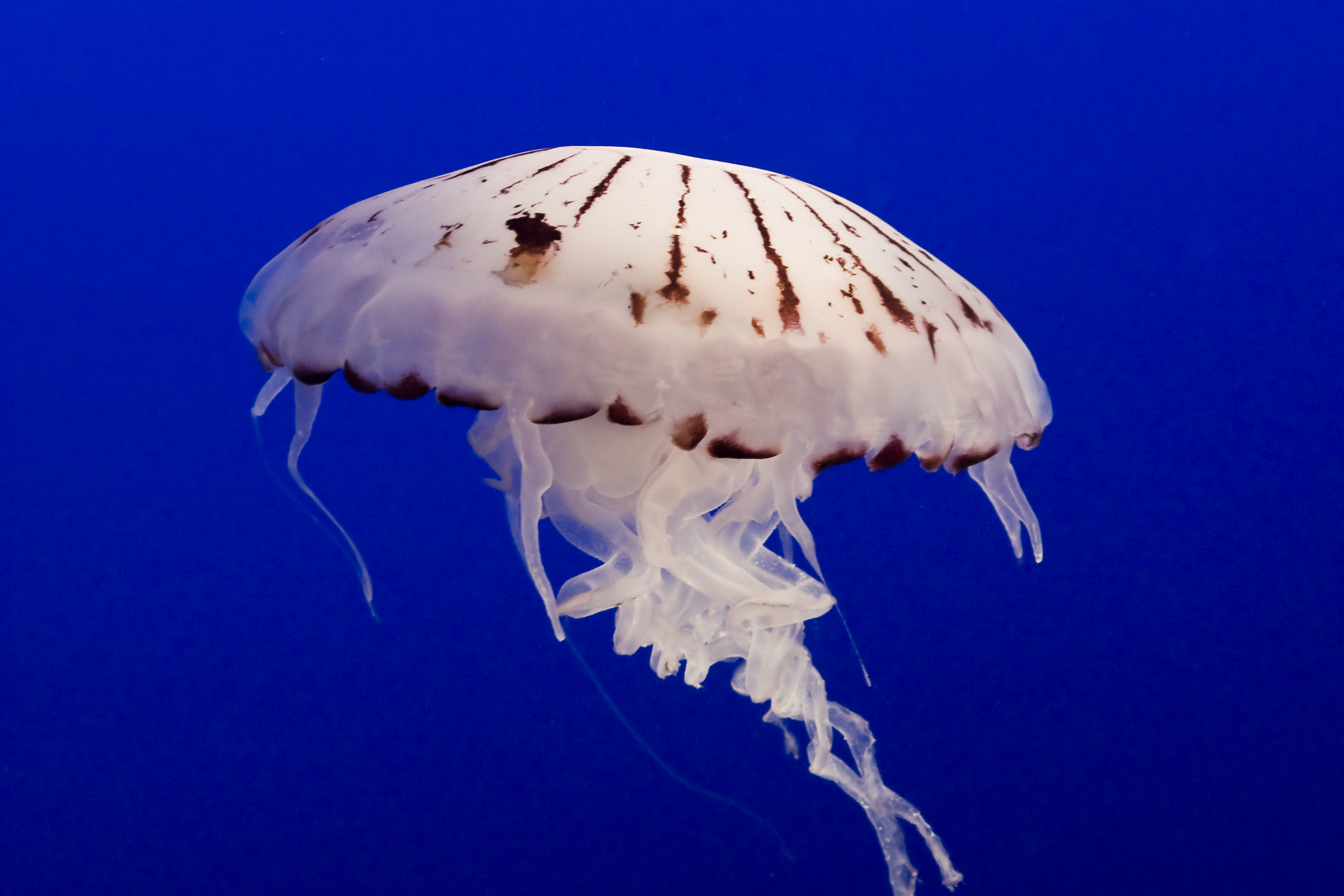